# Pardes Rimonim
El Pardes Rimonim (en hebreo: פרדס רימונים) (en español: huerto de granadas) es uno de los textos principales de la Cábala, fue compuesto en 1548 por el místico judío Moisés Cordovero, en la ciudad de Safed, en Galilea.

## Historia
En el siglo XVI, la ciudad de Safed vio la formación teórica de los anteriores puntos de vista teosóficos y cabalísticos. La obra literaria Pardes Rimonim fue la primera exposición completa de la Cábala medieval, aunque su esquema de influencia racional fue reemplazado por el posterior esquema mitológico del siglo XVI del cabalista de la Escuela de Safed Isaac Luria.

## Contenido

### Introducción
Cordovero indica en su introducción que la obra se basa en notas que tomó durante su estudio del Zohar, el libro fundacional de la Cábala. Cordovero señala que compuso el Pardes Rimonim, para no perderse y confundirse en las profundidades del Zohar.

### Resumen
La obra es un resumen enciclopédico de la Cábala, que incluye un esfuerzo por dilucidar todos los principios de la Cábala, tales como la doctrina de las sefirot, (las "emanaciones"), los nombres divinos, la importancia y el significado del alfabeto hebreo, etcétera. El Pardes Rimonim fue una de las obras cabalísticas más leídas e importantes. Fue considerado la base de la perspectiva cabalística hasta que finalmente fue reemplazado a favor de las obras del Rabino Isaac Luria, uno de los estudiantes de Cordovero.

### Estructura
El Pardes Rimonim está formado por 32 puertas o secciones, divididas a su vez en capítulos. Fue publicado por primera vez en la ciudad de Cracovia en 1591. Una muestra de ella fue publicada bajo el título Asis Rimmonim, por Samuel Gallico, y comentarios posteriores sobre algunas partes de ella fueron escritos por Menachem Azariah da Fano, Mordejai Prszybram, e Isaías Horowitz.

### Traducciones
La obra original fue traducida parcialmente al latín por Bartolocci, por Joseph Ciantes (en De Sanctissima Trinitate Contra Judæos, Roma, 1664), por Atanasio Kircher (Roma, 1652-54), y por Knorr von Rosenroth (en Kabbala Denudata, Sulzbach, 1677).